# Grete Rosenberg
Margarete „Grete” Rosenberg, po mężu Wildhagen (ur. 7 października 1896 r. w Hanowerze, zm. 5 lutego 1979 r. w Hildesheim) – niemiecka pływaczka reprezentująca Cesarstwo Niemieckie, srebrna medalistka igrzysk olimpijskich (1912).
Podczas V Letnich Igrzysk Olimpijskich w Sztokholmie w 1912 roku piętnastoletnia Rosenberg była jedną z najmłodszych zawodniczek. Wystartowała w dwóch konkurencjach pływackich. Na dystansie 100 metrów stylem dowolnym z czasem 1:25,0 zajęła pierwsze miejsce w piątym wyścigu eliminacyjnym i przeszła do fazy półfinałowej. W drugim półfinale czasem 1:29,2 zajęła trzecie miejsce i początkowo nie zakwalifikowała się do niego. Ostatecznie wzięła w nim udział zajmując miejsce Daisy Curwen, która wycofała się z powodu zapalenia wyrostka. Niemka zajęła w finale czwarte miejsce czasem 1:27,2. Rosenberg wystartowała także na czwartej zmianie niemieckiej sztafety 4 × 100 metrów stylem dowolnym. Czasem 6:04,6 ekipa Niemek zdobyła srebrny medal.
Rosenberg reprezentowała hanowerski klub HSV 92. Była mistrzynią Niemiec na dystansie 100 metrów stylem dowolnym w latach 1913 i 1916–1922.